# Manettia tomentosa
Manettia tomentosa là một loài thực vật có hoa trong họ Thiến thảo. Loài này được (Rusby) Standl. mô tả khoa học đầu tiên năm 1931.